# モンタナ準州
| 1861年                                                       |
| 1863年                                                       |
| 1864年                                                       |
| 新たに作られたモンタナ準州を表す1864年のアイダホ準州の再編成 |

モンタナ準州（Montana Territory）は、1864年から1889年まで存在したアメリカ合衆国の編入領地。
この準州は、既存のアイダホ準州から法律によって編入され、1864年5月28日にエイブラハム・リンカーン大統領が署名した。大陸分割の境界の東の地域は、以前はネブラスカ準州とダコタ準州の一部で、ルイジアナ購入によって合衆国が獲得していた。
この準州は、大陸分割の境界の西でビタールート山脈の東のアイダホ準州の一部も含み、そこはオレゴン条約によって合衆国が獲得していた場所で、もともとオレゴン準州を含んでいた。モンタナの一部になったオレゴン準州の一部は、ワシントン準州の一部として分割されていた。
ワシントン準州とダコタ準州間の境界は大陸分割（1861年の地図を参照）による境界であったが、しかしアイダホ準州とモンタナ準州間の境界は、北緯46度30分の北のビタールート山脈に続いている（1864年の地図を参照）。民間の伝説によると、酒に酔った測量隊が間違った山の尾根を追って、誤ってビタールート山脈の西に境界を移したといわれている。
伝説とは正反対に、境界はアメリカ合衆国議会が正確に意図したものであった。モンタナ準州オーガニック法は境界を、現在のモンタナ、アイダホ、ワイオミングの交差点の北緯44度30分から、「前述の北緯44度30分の緯線に沿って、そのロッキー山脈の尾根との交差する地点へ真西に向かう。そこからビタールート山脈との交差点までロッキー山脈の尾根を北に向かう。そこからビタールート山脈の尾根に沿って北方にワシントン州の西の西経39度との交差点まで向かう。そこから前述した西経39度を北方にイギリス領土の境界線まで向かう」と定義した。
準州の境界は、その存在の間は変わらなかった。1889年11月8日、モンタナ州は連邦に承認された。

## 註
1. ↑  “An Act to provide a temporary Government for the Territory of Montana” (PDF).   第36回アメリカ合衆国議会 (1864年5月26日). 2007年1月12日時点のオリジナルよりアーカイブ。2007年1月20日閲覧。